# Тамплієри
Тампліє́ри — у 1119–1312 роках католицький чернечо-лицарський орден.
Заснований у Єрусалимському королівстві після Першого хрестового походу (1096) для гарантування безпеки великої кількості паломників із Європи, що йшли до Єрусалима. Тамплієри поєднували чернецтво з військовою справою, і були першими воїнами-монахами в Західному світі Тамплієри часто виконували провідну роль у Хрестових походах, а його фінансова інфраструктура вперше містила елементи, які використовуються в сучасній банківській справі. Кількість членів ордену та його вплив поширювався по всій Європі, аж до часів французького короля Філіпа IV (Філіпа Вродливого), за наказом якого багатьох членів ордену було закатовано та спалено за обвинуваченням у єресі. Папа Климент V розпустив орден у 1312 році.

## Назва
- Тамплієри (від лат. templum, «храм»), або храмовники[1] — від Купола Скелі, прозваного у часи хрестоносців Храмом Господнім.
- Бі́дні Брати́-Во́їни Христа́ та Соломо́нового Хра́му (лат. Pauperes commilitones Christi Templique Solomonici)
- Храмовий орден — від Купола Скелі, прозваного у часи хрестоносців Храмом Господнім.

## Організація

Хрест — символ ордену

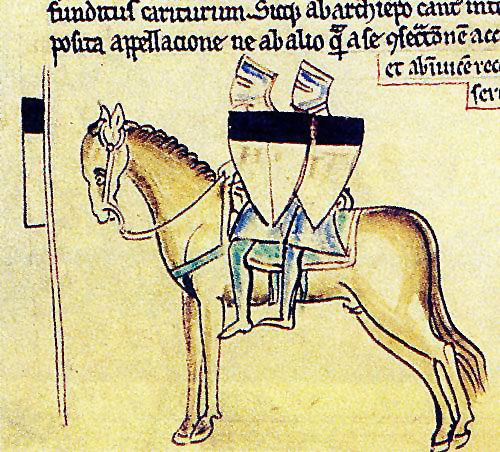
Тамплієри (Chronica maiora, 1259)

Тамплієри були організовані як чернечий орден, за правилами, які для них встановив їхній покровитель Святий Бернард Клервоський — член Цистеріанського ордену. У кожній країні був свій Магістр Ордену Тамплієрів, над ними стояв Великий Магістр, що призначався довічно. Великий Магістр керував як військовими справами ордену на Сході, так і фінансовим станом на Заході.
Брати-тамплієри поділялися на чотири групи:
- лицарі, споряджені, як важка кавалерія (носили білі накидки з червоним хрестом);
- сержанти (serjens), споряджені, як легка кавалерія. Їх набирали з нижчих соціальних класів, ніж лицарів (носили коричневі плащі);
- брати-прислужники: frères casaniers (брати-домосіди), які керували власністю ордену та frères de métiers (брати професій), які виконували функції прислуги та займались ремеслами;
- капелани були посвячені в сан та піклувалися про духовні потреби ордену.

Оскільки потреба в лицарях була дуже великою, були лицарі, які вступали до ордену на визначений проміжок часу, і згодом поверталися до світського життя. Також існували Fratres conjugati — одружені брати. Останні дві категорії лицарів носили чорні або коричневі плащі з червоним хрестом, щоб відрізнятися від довічних членів ордену, які оголосили целібат. Вони мали нижчий статус, ніж останні. Також брати-прислужники не відділялися від сержантів, навпаки, сержанти, які були добрими ремісниками або не могли воювати за станом здоров'я, виконували функції прислужників. Більшість членів ордену, включаючи лицарів та магістрів не вміли ні читати, ні писати (як і більшість лицарів того часу), вони походили з вищої знаті, проте з маловідомих родів.
В усі часи на кожного лицаря припадало до десяти людей, що його обслуговували. Деякі брати займалися лише банківською справою (переважно ті, що мали освіту), тому що ордену часто залишали свої статки на збереження учасники Хрестових походів. Проте основною місією тамплієрів була військова справа. Тамплієри використовували своє багатство, щоб збудувати численні укріплення в Святій Землі та, напевне, були одним з найбільш вмілих та дисциплінованих військових формувань свого часу. Також вони були знамениті своїм білим вбранням з червоним хрестом на серці або на грудях, що вирізняло їх від інших воїнів.
Посвячення в члени ордену накладало на людину великі зобов'язання та включало таємну церемонію. Небагато подробиць цієї церемонії було відомо в той час, що викликало підозри середньовічної інквізиції. Посвячені, принаймні на початку існування ордену, мали бути знатного походження, мати легітимний спадок та мати бажання передати весь свій статок разом з майном до власності ордену. Пізніше для посвячення в члени ордену потрібно було дати обітницю бідності, незайманості, благочестя та послуху. Головним правилом для воїнів ордену було ніколи не здаватися у полон. Безстрашність та безкомпромісність тамплієрів, у поєднанні з відмінним бойовим вишколом та важким озброєнням зробили їх елітним формуванням середньовіччя, що наводило страх на ворогів.

## Історія

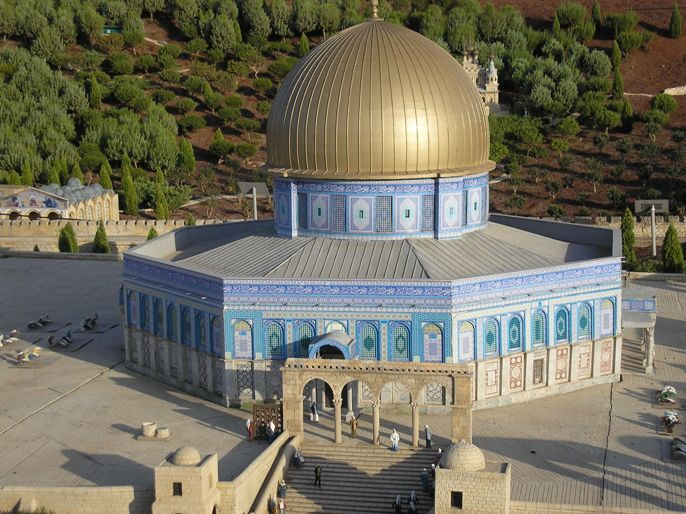
Сучасна будівля Мечеті Куполу Скелі на місці центральної управи тамплієрів на Храмовій Горі в Єрусалимі. Її зображення використовувалося на печатці тамплієрів. Від назви будівлі походить назва ордену.

Орден було засновано близько 1118 року французькими лицарями Гуго де Пейном, учасником Першого хрестового походу, та Годфреєм де Сент Омером для захисту пілігримів на їх шляху із Яффи та Єрусалима. Спочатку лицарі (яких було тоді дев'ятеро) жили подарунками та речами, що були вже непотрібні їх власникам. Через це вони стали відомими як Бідні Лицарі Христа. Король Балдвін ІІ Єрусалимський виділив місце для їхнього головного органу на Храмовій горі над руїнами будівлі, що вважалася Храмом Соломона. Саме через цю обставину орден взяв собі назву Бідних Лицарів Христа та Храму Соломона.
Орден швидко ріс завдяки підтримці церковних лідерів, таких як Бернард Клервоський, і був звільнений від сплати податків будь-кому, окрім Папи. Завдяки такій офіційній санкції орден отримував великі пожертви грошей, земель та молодих людей із знаті по всій Європі, оскільки знатні роди заохочувалися духовенством в такий спосіб брати участь у Хрестових походах. Тамплієри воювали разом з королями Людовиком VII французьким та Річардом І англійським, а також брали участь у битвах в Іспанії та Португалії.
Хоча найважливішою місією тамплієрів була військова, лише невелика кількість із них насправді воювала, в той час як багато інших розбудовували фінансову інфраструктуру для підтримки воїнів. Орден також запровадив довірчі листи для пілігримів, які йшли до Святої Землі. Пілігрими залишали свої цінності ордену перед подорожжю. Ці листи можна розглядати, як перші чеки. Завдяки поєднанню пожертв та практичного бізнесу, орден протягом XII–XIII століть мав великі площі землі в Європі та на Близькому Сході, будував церкви та замки, купував ферми та виноградники, займався ремісництвом, а також ввезенням та вивезенням товарів, мав свій власний флот і навіть деякий час володів островом Кіпр.

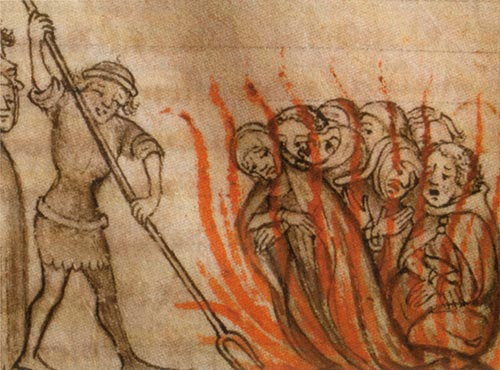
Тамплієрів спалюють на вогні

Після того як Саладін здобув Єрусалим наприкінці ХІІ століття, Хрестові походи поступово припинилися і підтримка ордену тамплієрів в Європі також почала зменшуватись. У п'ятницю 13 жовтня 1307 року (дата, що пов'язується, можливо помилково, з народженням легенди про п'ятницю тринадцяте) за наказом Філіпа IV Красивого було заарештовано всіх французьких тамплієрів, їх звинувачено в численних єресях, та катовано французькою владою (номінально — Інквізицією), доки вони не «зізналися». Це звільнило Філіпа від зобов'язання сплатити величезні кошти, які він позичав у ордену та виправдало розграбування орденського майна. 1312 року через суспільну думку та скандал, а також через тиск з боку Філіпа (не без допомоги якого Клемент V став Папою) Клемент V офіційно розформував орден під час В'єнського собору, незважаючи на бажання Собору зберегти орден. І хоча всі землі та майно тамплієрів переходили до ордену госпітальєрів, Філіпові вдалося заволодіти великою частиною земель ордену в Франції.
Влада деяких інших європейських країн також переслідувала орден у судовому порядку, намагаючись зменшити кількість церковних володінь. 1314 року трьох лідерів тамплієрів, включаючи Великого Магістра Жака де Молея, було спалено живцем французькою владою після того, як вони публічно відмовилися визнавати будь-яку провину.
Тамплієрів, які ще залишалися в Європі, заарештовували та судили за папським наказом (проте, майже нікого не було засуджено). Члени ордену після його розформування вступали до інших військових орденів, таких як Орден Христа чи Лицарі Госпітальєри, або до релігійно-філософських Бенедиктинських чи Августинських орденів. Деякі поверталися до світського життя, а інші, можливо, тікали до країн, на які не поширювалася папська юрисдикція, наприклад, до Англії або до відлученої від церкви Шотландії. Але лишаються запитання, що ж сталося з тисячами тамплієрів по всій Європі, і куди подівся флот ордену, який зник з Ла-Рошелі в п'ятницю 13 жовтня 1307 року. Також не було знайдено велетенського архіву тамплієрів, в якому містилися всі відомості про їхню фінансову діяльність. Невідомо, чи було його знищено.
У новітні часи Римо-католицька церква визнала дії відносно ордену несправедливими, і не було нічого, щоб суперечило її вченню ні в діях ордену, ні в його Правилах. Також Церква відзначила, що Папа у той час перебував під сильним тиском з боку Філіпа IV.

## Діяльність в епоху хрестових походів

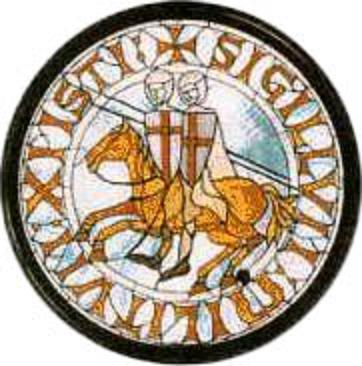
Печатка лицарського ордену тамплієрів. Двоє вершників символізують обітницю бідності або подвійність ченця і солдата. Існує ще одна версія: двоє вершників на одному коні символізує смирення, бо гордець ніколи не сяде з кимось на одного коня.

За однією версією, протягом наступних дев'яти років дев'ять лицарів не приймають у своє товариство жодного нового члена. Але слід зазначити існування фактів, що дозволяють засумніватися або у створенні Ордену в 1119 році, або в його дев'ятирічній замкнутості. Відомо, що в 1120 році в Орден був прийнятий Фульк Анжуйський, батько Жоффруа Плантагенета, а в 1124 році — граф Шампанський. До 1126 року були прийняті ще дві людини.

## Фінансова діяльність
Одним з найголовніших занять Ордену були фінанси. За словами Марка Блока, до Х|| століття «гроші мало циркулювали». Вони були не реальними монетами, але перекладними, рахунковими. «Лише в самому кінці XIII століття французькі легісти стали розрізняти її (монети) справжню вартість (вага в золоті) і натуральну, тобто її трансформацію в грошовий знак, інструмент обміну», — писав Жак Ле Гофф.
Величина лівра змінювалася з 489,5 грама золота (час Каролінгів) до 89,85 грама у 1266 році і до 72,76 грама — в 1318 році.
Карбування золотих монет поновилася з середини XIII століття: флорин 1252 (3,537 г), екю Людовика IX, венеціанський дукат 1284. Насправді, за словами Жака Ле Гоффа, карбували срібло: гріш Венеції (1203), Флоренції (бл. 1235), Франції (бл. 1235).
Грошові відносини, таким чином, носять ваговий характер — що їх дещо утруднює. Спроби ж оцінити будь-яку ступінь багатства можуть призвести до неадекватних результатів. Можна, приміром, оцінювати за рівнем 1100 — коли лівр коливався в межах 367—498 г, а можна за рівнем 1318 — лівр 72,76 г. Таким чином, автор якої-небудь роботи може, оперуючи даними, отримати потрібний йому результат — про величезну величину багатства тамплієрів, наприклад.
Зважаючи на великий ризик, фінансовими операціями заробляли тільки певні особи та конгрегації. Лихварством займалися, зазвичай, італійці (ломбардці) і євреї. Конкуренцію їм складали абатства, які зазвичай давали гроші під заставу «землі і плодів з неї». Метою кредиту звичайно було паломництво в Єрусалим, строком — повернення звідти. Величина кредиту становила, як правило, 2/3 суми застави.
Значно більш солідно виглядав на цьому полі фінансової діяльності Орден тамплієрів. У нього був особливий статус — не тільки світської організації, але й духовної; отже, напади на приміщення Ордену розглядалися як святотатство. Крім того, тамплієри отримали пізніше у Папи право займатися фінансовими операціями, завдяки чому вели свою діяльність відкрито. Іншим конгрегаціям доводилося вдаватися до всякого роду хитрощів (наприклад, давати гроші в ріст євреям).
Саме тамплієри є винахідниками чеків, причому, якщо сума вкладу вичерпувалася, то її можна було збільшити з подальшим заповненням родичами.
Двічі на рік чеки посилали в комтурії випуску для остаточних підрахунків. Кожен чек забезпечувався відбитком пальця вкладника. За операції з чеками Орден брав невеликий податок. Наявність чеків звільняло людей від необхідності переміщень дорогоцінних металів (грали роль грошей), тепер можна було вирушати в паломництво з невеликим шматочком шкіри і в будь-якій комтурії тамплієрів отримати повноцінну монету. Таким чином, грошова власність власника чека стала недоступною для розбійників, число яких у Середньовіччя було досить велике.
В Ордені можна було взяти позику під 10 %, для порівняння, кредитно-позичкові каси і лихварі давали позики під 40 %.

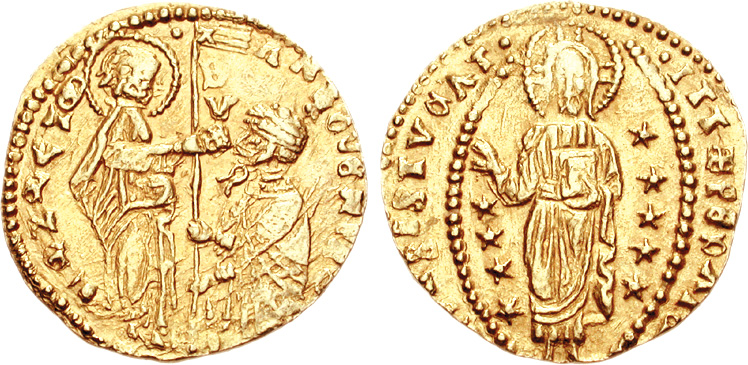
Дукат (цехін) дожа Антоніо Веньєра, 1382 рік

На думку Сюварда, найтривалішим заняттям тамплієрів, їхнім внеском у руйнування монополії Церкви на лихварство, було заняття економікою. Жодна середньовічна установа не зробила більшого для розвитку капіталізму.
Орден мав величезні земельні володіння: у середині XIII століття близько 9000 мануарів, а до 1307 — близько 10500 мануарів Все ж, земельні володіння Ордену Св. Іоанна більш ніж вдвічі перевершували за землеволодінням Ордену Храму.
Поступово тамплієри стають найбільшими кредиторами Європи. У числі їхніх боржників всі — від селян до королів і Папи. Банківська справа у них настільки розвинена, що Філіпп II Август довірив скарбнику Ордену виконання функцій міністра фінансів: «Протягом 25 років королівська скарбниця управлялася скарбником Ордену Гаймаром, потім Жаном де Міллі». За Людовіка IX Святого королівська скарбниця знаходилася в місті Тампль.
При наступнику Людовика вона продовжувала там залишатися і майже злилася з касою Ордену. «Головний скарбник Ордену став головним скарбником Франції і зосередив фінансове управління країною», — пише Лозинський С. Г. Не тільки французькі королі довіряли скарбницю держави тамплієрам: ще за 100 років до того один із ключів від єрусалимської скарбниці також був даний на зберігання Ордену.

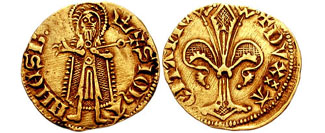
Флорин 1352 року

Лицарям Храму були знайомі бухгалтерський облік і принцип подвійного запису, чекові розрахунки і складні відсотки; в усьому християнському світі не було більш досвідчених і чесних економістів.
Орден вів активні будівельні роботи. На Сході вони здебільшого полягали у зведенні замків і мощенню доріг. На Заході зусиллями і за рахунок Ордену будувалися дороги, церкви, собори і замки. У Палестині тамплієрам належало 18 важливих замків, наприклад, Тортоза, Лют, Тороні, Кастель-Пелегрінум, Сафет, Гастін та інші.
Окремо слід виділити такий вид діяльності тамплієрів, як будівництво доріг. У той час брак доріг, множинність «митних бар'єрів» — зборів і мит, що стягуються кожним дрібним феодалом у кожного моста та пункту обов'язкового проїзду, не рахуючи розбійників і піратів, ускладнювали можливість пересування. До того ж якість цих доріг була, на думку С. Г. Лозинського, дуже низькою. Свої дороги тамплієри охороняли і на їх перехрестях будували комтурії, де можна було зупинитися на ночівлю. Люди були захищені на дорогах Ордену. Суттєва деталь: за проїзд по цих дорогах не стягувалося мито — явище, виключне для Середньовіччя.
Значною була благодійна діяльність тамплієрів. Статут наказував їм тричі на тиждень годувати бідних у своїх будинках. Крім жебраків у дворі, четверо їли за столом. Г. Лі пише, що коли під час голоду в Мостері ціна міри пшениці піднялася з 3 до 33 су, тамплієри годували 1000 чоловік щодня.
1291 року Акра впала, і обидва ордени перенесли свої резиденції на Кіпр. Ще задовго до цієї події тамплієри, використовуючи свої накопичення і найширші зв'язки, стали найбільшими банкірами Європи, так що військова сторона їхньої діяльності відійшла на другий план.
Особливо великий був вплив тамплієрів в Іспанії, Франції та Англії. Орден склався у жорстку ієрархічну структуру з великим магістром на чолі. Вони розподілялися за чотирма розрядами — лицарів, капеланів, зброєносців та слуг. За оцінками, в часи найбільшої могутності в ордені налічувалося близько 20 000 членів — лицарів і сержантів.
Завдяки міцній мережі командорств — в XIII столітті їх налічувалося п'ять тисяч, що, разом з залежними замками і монастирями, покриває майже цілком Європу та Близький Схід, тамплієри могли забезпечувати під невеликі позикові відсотки не лише охорону довірених їм цінностей, а й їх перевезення з одного місця в інше, від позикодавця до позичальника або від загиблого паломника до його спадкоємців.
Фінансова діяльність та непомірні багатства ордену викликали заздрість і ворожнечу сильних світу цього, особливо французького короля Філіппа IV Вродливого, який побоювався посилення тамплієрів і, відчуваючи постійну нестачу грошей (він сам був великим боржником ордену), прагнув прибрати до рук їхнє майно. Особливі привілеї ордену (підсудність лише папській курії, вилучення з-під юрисдикції місцевих феодалів, звільнення від сплати церковних податків та ін.) викликали недоброзичливість до нього з боку як церковного кліру, так і світської влади.

## Великі Магістри
- Докладніше: Великі магістри тамплієрів

Починаючи із Гуго де Пейна, який заснував орден 1118 року, головною людиною був Великий Магістр. Ця посада була довічною, хоча через те, що орден був військовим, інколи Великий Магістр обіймав її недовго. Великий Магістр наглядав як за військовими операціями ордену, так і за фінансовими. Також він міг бути головнокомандувачем, хоча інколи це було не дуже мудрим рішенням. Так, наприклад, Великий Магістр Жерар де Рідфор зазнав поразки від Саладіна при облозі Акри 1189 року, і його стратили, відрубавши голову.
Більшість Великих Магістрів походили з Франції, а також з Арагонської Корони.

## Легенди

Данте Габріель Росетті «Святий Грааль»

Майже із самого заснування, орден тамплієрів був оточений таємничими та містичними легендами. Більшість з яких була пов'язана з тим, що орден довго займав Храмову Гору в Єрусалимі. Ходили чутки про реліквії, які члени ордену могли там знайти, такі як Святий Грааль, Ковчег Заповіту, або фрагменти справжнього хреста, на якому було розп'ято Ісуса Христа. Ще більше легенд ходило про багатства, сховані тамплієрами. Ці легенди було використано в двох Голлівудських фільмах «Код да Вінчі» (англ. The Da Vinci Code) та «Скарб нації» (англ. National Treasure).
Багато організацій заявляють, що вони є нащадками традицій тамплієрів, особливо що стосується добрих вчинків (наприклад, масони почали застосовувати символіку та ритуали ордену тамплієрів у XVIII столітті). Деякі з таких організацій і досі діють по всьому світу, підтримуючи лікарні, медичні центри для знедолених та інші заклади подібного профілю.

## Тамплієри в Україні

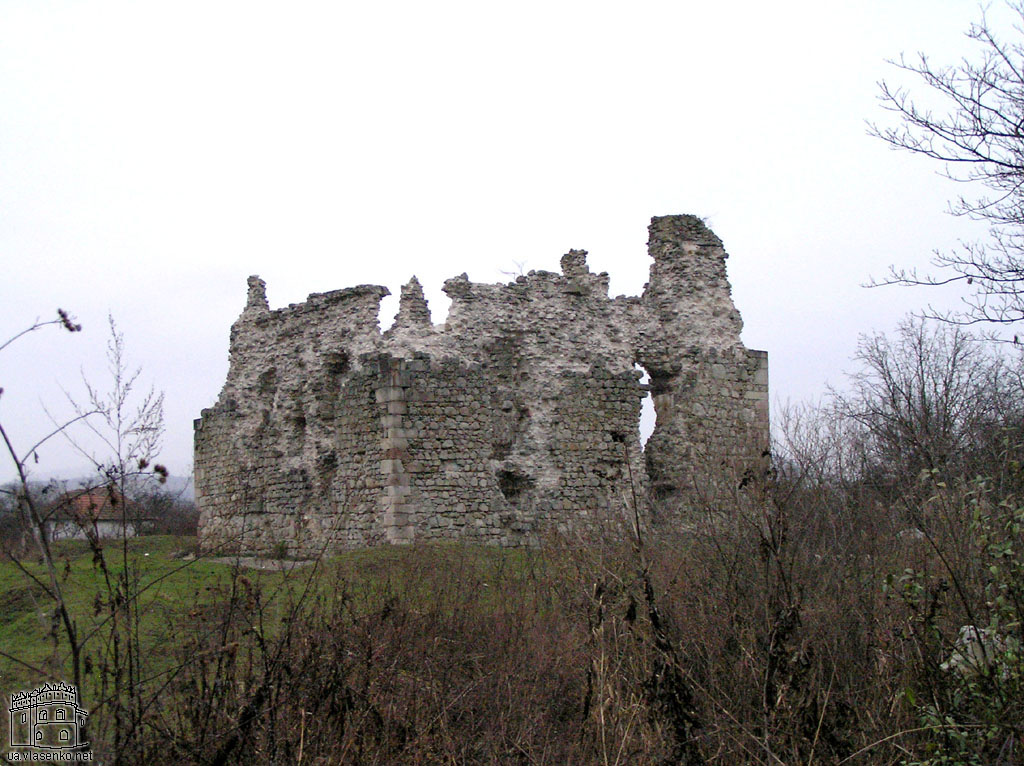
Середнянський замок

У період середньовіччя тамплієри, які мали неабиякий підприємницький хист, отримали право від Галицьких князів на торгівлю солотвинською сіллю. Соляний шлях з Підкарпатських копалень в Європу проходив через Закарпаття. Тамплієри дуже добре вміли не тільки торгувати, а й захищати свої економічні інтереси. Вони швидко зводять уздовж усього соляного шляху низку укріплень, які використовувались як митні пости, а при потребі і як пункти дислокації невеликих військових гарнізонів, що оберігали той соляний шлях. Одне з таких укріплень збереглося в Середньому.
У XII ст. на місці сучасного селища Середнє був збудований замок Фруа де Берманьє (1088—1169) найсильнішого в Західній Європі католицького ордену тамплієрів (храмовників).
Напівзруйнований, він зберігся до наших часів і по праву вважається однією з головних пам'яток Закарпаття.
Дослідження археологів, розкопки і заміри дають привід твердити, що квадратна центральна вежа, видима над поверхнею землі є лише частиною Середнянського замку, який стоїть на рівнині. Площа ж усього замку становить близько 3-х гектарів. Замкова споруда була захищена чотирма оборонними лініями. Численні знахідки, які були розкопані на території замку, відносяться до XV–XVI століть. Це кераміка, скло, прикраси і зброя: наконечники арбалетних стріл, ядра мушкетів та мортир.
Капелани Закарпаття:
- Фруа де Барманьє 1146—1160
- Роже дю Маар 1160—1169
- Андреас Дотте 1170—1202
- Пьєр Ла Фентєррі 1202—1228
- Карл Ведебургардт 1228—1234.

У 1999–2002 роках у Києві діяла легально заснована організація — «Орден лицарів тамплієрів», яка зареєстрована 2 червня 1999 року по вул. Китаєвській, 15, в дореволюційній будівлі православного монастиря. Головою з 1999 року був підприємець Яблонський Олександр Володимирович (народився 23 січня 1963 року, родом з села Кульчини Красилівського району). Віце-президентом організації став князь Масальський Володимир Володимирович, мешканець Києва. 
Далі, 9 серпня 2013 року при офісному приміщенні в Києві зареєстрована благодійна організація «Благодійний фонд ОЛТЄ (Ордену лицарів тамплієрів Єрусалиму)», головою став Філіппов Анатолій Леонідович, а у 2018 році його замінив Сергієнко Микола Петрович (код у реєстрі ЄДРПОУ 38886382)
А вже 2014 року Сергієнко очолив ще одну, громадську організацію під назвою «Орден Лицарів Тамплієрів Єрусалима - Великий Пріорат України». За даними сайту "Кларіті", співзасновником став Котенко Олег Анатолійович. 
З того часу пріоритет мала саме організація Сергієнка, а колишня тамплієрська структура Яблонського поступово занепала.

## Інтернет-ресурси
- Історія Християнства: війни, хрестоносці, єзуїти, тамплієри, інквізиція, відьми.